# Konklave 1691
Das Konklave von 1691 wurde nach dem Tod von Papst Alexander VIII. einberufen und endete mit der Wahl von Antonio Pignatelli als Papst Innozenz XII. Es dauerte fünf Monate, vom 12. Februar bis zum 12. Juli 1691. Das Konklave geriet in eine Sackgasse, als katholische Monarchen gegen die sich abzeichnende Wahl von Gregorio Barbarigo opponierten, der auch einigen Angehörigen des Kardinalskollegiums als zu strikt erschien. Das Konklave endete im Juli, als einige Kardinäle von der Hitze krank wurden und französische Kardinäle der Wahl von Pignatelli zustimmten, obwohl er aus dem spanisch kontrollierten Neapel kam.

## Hintergrund
Fragen des Gallikanismus waren prominent im Konklave von 1689, das Alexander VIII. gewählt hatte. Alexanders Vorgänger Innozenz XI. hatte sich geweigert, neue französische Bischöfe zu ernennen, bis 1688 35 Diözesen ein aus Rom bestätigter Bischof fehlte. Alexanders Wahl war durch die Zusage gesichert worden, dass er die französischen Bischöfe bestätigen werde. Nichtsdestoweniger war Alexanders letzte Amtshandlung als Papst vor seinem Tod am 1. Februar 1691 die Verurteilung der Deklaration des Klerus von Frankreich.
Alexander war auch für seinen Nepotismus bekannt, der teilweise auf sein fortgeschrittenes Alter und den Glauben zurückzuführen war, dass seine Familie wenig Zeit habe, von seiner Herrschaft zu profitieren. Dies stand im Gegensatz zu seinem Vorgänger Innozenz XI., der dafür bekannt war, rigoros zu sein und keine Skandale durch Vetternwirtschaft verursacht zu haben.

## Konklave
Das Konklave begann am 12. Februar 1691. Das Kardinalskollegium war auf seinem festgelegten Maximum von 70 Kardinälen. Dennoch waren beim Beginn des Konklaves nur 38 Kardinäle anwesend. Die Zahl stieg bis zum 19. Februar auf 44, und bei der Wahl Innozenz XII. im Juli waren 61 Wahlberechtigte anwesend.
Die Kurienkardinäle gingen ins Konklave mit der Absicht, Gregorio Barbarigo zum Papst zu wählen. Kaiser Leopold I. akzeptierte ihn aber nicht, da er Venetianer war. Er legte kein formelles Veto ein (Ius exklusivae), wünschte seine Wahl aber nicht. Der spanische Botschafter in Rom arbeitete ebenfalls gegen Barbarigos Wahl und Ludwig XIV. von Frankreich stellte sich aufgrund der Position seiner Verbündeten ebenfalls gegen ihn.
Leandro Colloredo, der Anführer der Zelanti-Fraktion im Kardinalskollegium, schlug zunächst Barbarigo für das Pontifikat vor. Colloredo und seine Fraktion hatten im Konklave die Unterstützung von Flavio Chigi, dem Kardinalnepoten Alexanders VII. Barbarigo wurde als Unabhängiger mit einem festen moralischen Wertesystem betrachtet, und es wurde angenommen, dass er die Vetternwirtschaft abschaffen könne, wenn man ihn wähle.
Obwohl Leopold gegen Barbarigo nicht formell sein Veto einlegte, ging doch das Gerücht, dass er von der Wählbarkeit ausgeschlossen sei, und trotz der Proteste der Zelanti-Fraktion berücksichtigten genügend Mitglieder des Kardinalskollegiums die Möglichkeit des Kaisers, einen Kandidaten auszuschließen. Leopold hatte einen Boten mit zwei Briefen für seine Kardinäle geschickt: in dem einen, öffentlichen, erklärte er, dass er nicht wünsche, dass Barbarigo ausgeschlossen werde, im zweiten, privaten, erklärte er, dass er ihn nicht gewählt sehen wolle; er wolle nicht die Verantwortung für den Ausschluss übernehmen, sondern wünsche, dass die Spanier dies täten. Darüber hinaus befürchteten einige der eher materialistisch orientierten Kardinäle, dass Barbarigo ähnlich streng wie Papst Innozenz XI sein werde, und dies führte letztlich zu seinem Scheitern bei der Wahl.
Ende April war den Kardinälen klar, dass Barbarigo nicht zum Papst gewählt werde, und das Konklave trat in eine Zeit ein, in der es keine klare Richtung hatte. Die täglichen Abstimmungen ergaben keinen aussichtsreichen Kandidaten, die nachmittäglichen Abstimmungen wiederholten einfach den Stillstand, der am Morgen aufgetreten war. Zum ersten Mal seit 1503 gingen in einem Konklave Stimmen an Nicht-Kardinäle. Es gab keinen klaren Hinweis darauf, wer zum Papst gewählt werden könnte, und irgendwann begannen mehrere Kardinäle in ihren Wohnräumen Feuer zu legen, indem sie versehentlich eine Lampe umwarfen, während sie Karten spielten. Dies führte dazu, dass einige der Zellen, die Kardinäle beherbergten, nicht mehr bewohnbar waren, aber da drei Kardinäle bis zu diesem Zeitpunkt gestorben waren, bestand Raum für die Verlegung der Kardinäle, die aus ihrer bisherigen Wohnung heraus mussten.

## Wahl Innozenz’ XII.
Federico Altieri begann, die Wahl zum Papst für sich selbst zu organisieren. Er versuchte, sich als jemand darzustellen, dem sowohl Leopold I. als auch Ludwig XIV. wohlwollend gesinnt waren. Die Zelanti-Fraktion stellte sich aber gegen ihn, was ausreichte, um seine Wahl zu verhindern. Altieri hatte sich mit seiner Kampagne aber als glaubwürdiger Fraktionsführer innerhalb des Konklaves erwiesen und begann nun, seinen Freund Antonio Pignatelli in Stellung zu bringen. Altieri versuchte, die französischen Kardinäle davon zu überzeugen, dass Pignatelli als Papst nicht für die Spanier arbeiten werde, obwohl er aus Neapel stammte. Pignatelli hatte im März zwar Unterstützung erhalten, aber die für die Wahl erforderliche Mehrheit nicht erreicht. Ende Juni jedoch stieg die Hitze und einige Kardinäle erkrankten. Dies ermöglichte seine Kandidatur, und er wurde am 12. Juli 1691 gegen die Einwände der Zelanti-Fraktion zum Papst gewählt und nahm den Namen Innozenz XII. an.
Dieses Konklave war die längste Papstwahl seit 1305, es hatte mehr als fünf Monate gedauert.

## Wahlberechtigte
An den Abstimmungen nahmen 65 Kardinäle teil:
1. Antonio Pignatelli del Rastrello, Erzbischof von Neapel
2. Alderano Cibo, Bischof von Ostia und Velletri, Dekan des Hl. Kollegiums
3. Flavio Chigi, Bischof von Porto-Santa Rufina, Subdekan des Hl. Kollegiums
4. Giannicolò Conti, Bischof von Ancona
5. Giacomo Franzoni, Bischof von Frascati
6. Paluzzo Paluzzi Altieri degli Albertoni, Bischof von Sabina, Camerlengo
7. Emmanuel Théodose de la Tour d’Auvergne, Bischof von Albano
8. Francesco Maidalchini
9. Carlo Barberini
10. Lorenzo Altieri
11. Gregorio Barbarigo, Bischof von Padua
12. Giulio Spinola
13. Giovanni Dolfin
14. Niccolò Acciaiuoli
15. Gasparo Carpegna
16. César d’Estrées
17. Pierre de Bonzi, Erzbischof von Narbonne
18. Vincenzo Maria Orsini de Gravina, OP, Bischof von Benevent, später Papst Benedikt XIII.
19. Francesco Nerli der Jüngere
20. Girolamo Casanate
21. Galeazzo Marescotti
22. Fabrizio Spada
23. Philip Thomas Howard of Norfolk, OP
24. Giambattista Spinola
25. Francesco Buonvisi, Bischof von Lucca
26. Savo Millini, Bischof von Orvieto
27. Raimondo Capizucchi, OP
28. Francesco Lorenzo Brancati di Lauria, OFMConv, Bibliothekar der Hl. Römischen Kirche
29. Urbano Sacchetti, Bischof von Viterbo, Kardinalprotodiakon
30. Gianfrancesco Ginetti, Bischof von Fermo
31. Benedetto Pamphilj, OSIoHieros, Legat in Bologna
32. Giacomo de Angelis
33. Opizio Pallavicini, Bischof von Spoleto
34. Marcello Durazzo, Bischof von Ferrara
35. Marcantonio Barbarigo, Bischof von Montefiascone und Corneto
36. Carlo Stefano Anastasio Ciceri, Bischof von Como
37. Leopold Karl von Kollonitsch, Bischof von Győr
38. Étienne Le Camus, Bischof von Grenoble
39. Johann von Goëss, Bischof von Gurk
40. Pier Matteo Petrucci, CongOrat, Bischof von Jesi
41. Pedro de Salazar Gutiérrez de Toledo, OdeM, Bischof von Córdoba
42. Jan Kazimierz Denhoff, Bischof von Cesena
43. José Sáenz de Aguirre, OSB
44. Leandro Colloredo, CongrOrat, Großpönitentiar
45. Fortunato Ilario Carafa della Spina, Bischof von Aversa
46. Domenico Maria Corsi, Bischof von Rimini
47. Giovanni Francesco Negroni, Bischof von Faenza
48. Fulvio Astalli
49. Francesco Maria de’ Medici
50. Rinaldo d’Este
51. Pietro Ottoboni, Gouverneur von Fermo, Tivoli und Legat in Avignon
52. Bandino Panciatici, Datar
53. Giacomo Cantelmo, Erzbischof von Capua
54. Ferdinando d’Adda
55. Toussaint de Forbin de Janson, Bischof von Beauvais
56. Giambattista Rubini, Bischof von Vicenza und Legat in Urbino
57. Francesco del Giudice
58. Giambattista Costaguti
59. Carlo Bichi
60. Giuseppe Renato Imperiali, Legat in Ferrara
61. Luigi Omodei
62. Giovanni Francesco Albani, später Papst Clemens XI.
63. Francesco Barberini
64. Federico Baldeschi Colonna
65. Federico Visconti, Erzbischof von Mailand

Der Wahl ferngeblieben waren fünf Kardinäle:
- Luis Manuel Fernández de Portocarrero, Erzbischof von Toledo
- Verissimo de Lencastre
- Michael Stephan Radziejowski, Erzbischof von Gnesen
- Wilhelm Egon von Fürstenberg, Bischof von Straßburg
- Antonio Bichi, verstorben am 21. Februar 1691 in Osimo

Während der Papstwahl verstarben zwei Kardinäle:
- Giulio Spinola, erkrankte am 21. Februar 1691 und stab am 11. März 1691
- Raimondo Capizucchi, OP, erkrankte am 13. April 1691 und starb am 22. April 1691

Vor der entscheidenden Wahl verließen zwei Kardinäle das Konklave:
- Federico Visconti, am 19. Juni 1691
- Federico Baldeschi Colonna, am 29. Juni 1691

Die Gesamtheit der im Konklave anwesenden Kardinäle stammte aus den Pontifikaten:
- 3 Kardinäle aus dem Pontifikat von Papst Innozenz X.
- 7 Kardinäle aus dem Pontifikat von Papst Alexander VII.
- 2 Kardinäle aus dem Pontifikat von Papst Clemens IX.
- 10 Kardinäle aus dem Pontifikat von Papst Clemens X.
- 29 Kardinäle aus dem Pontifikat von Papst Innozenz XI.
- 14 Kardinäle aus dem Pontifikat von Papst Alexander VIII.